# Fiji nos Jogos Olímpicos de Verão de 2020
Fiji competiu nos Jogos Olímpicos de Verão de 2020 em Tóquio. Originalmente programados para ocorrerem de 24 de julho a 9 de agosto de 2020, os Jogos foram adiados para 23 de julho a 8 de agosto de 2021, por causa da pandemia COVID-19. Desde a estreia da nação em 1956, atletas de Fiji participaram de todas das edições dos Jogos Olímpicos de Verão, com exceção de duas ocasiões. Fiji não conseguiu qualificar nenhum atleta para os Jogos Olímpicos de Verão de 1964 em Tóquio e aderiu ao boicote liderado pelos Estados Unidos, quando Moscou sediou os Jogos Olímpicos de Verão de 1980.

## Competidores
Abaixo está a lista do número de competidores nos Jogos.
| Esporte       | Masculino | Feminino | Total |
| ------------- | --------- | -------- | ----- |
| Atletismo     | 1         | 0        | 1     |
| Judô          | 1         | 0        | 1     |
| Rugby sevens  | 12        | 12       | 24    |
| Tênis de mesa | 0         | 1        | 1     |
| Tiro com arco | 1         | 0        | 1     |
| Vela          | 0         | 1        | 1     |
| Total         | 15        | 14       | 29    |

## Atletismo
Fiji recebeu vagas de Universalidade da IAAF para enviar um atleta para os Jogos.
- Nota– As posições para os eventos de pista são em relação à bateria do atleta
- Q = Qualificado para a próxima fase
- q = Qualificado para a próxima fase como o perdedor mais rápido ou, em eventos de campo, pela posição sem atingir o alvo para qualificação
- NR = Recorde nacional
- N/A = Fase não aplicável para o evento
- Bye = Atleta não precisou disputar aquela fase

Eventos de pista e estrada
| Atleta             | Evento          | Eliminatória | Eliminatória | Quartas-de-final | Quartas-de-final | Semifinal | Semifinal | Final     | Final   |
| Atleta             | Evento          | Resultado    | Posição      | Resultado        | Posição          | Resultado | Posição   | Resultado | Posição |
| ------------------ | --------------- | ------------ | ------------ | ---------------- | ---------------- | --------- | --------- | --------- | ------- |
| Banuve Tabakaucoro | 100 m masculino |              |              |                  |                  |           |           |           |         |

## Judô
Fiji inscreveu um judoca para o torneio olímpico baseado no Ranking olímpico individual da International Judo Federation.
Masculino
| Atleta          | Evento  | Fase de 32           | Oitavas-de-final     | Quartas-de-final     | Semifinais           | Repescagem           | Final / BM           | Final / BM |
| Atleta          | Evento  | Adversário Resultado | Adversário Resultado | Adversário Resultado | Adversário Resultado | Adversário Resultado | Adversário Resultado | Posição    |
| --------------- | ------- | -------------------- | -------------------- | -------------------- | -------------------- | -------------------- | -------------------- | ---------- |
| Tevita Takayawa | -100 kg |                      |                      |                      |                      |                      |                      |            |

## Rugby sevens

### Torneio Masculino
A Seleção Fijiana de Rugby Sevens Masculino qualificou para as Olimpíadas ao avançar para as quartas-de-final no London Sevens de 2019, garantindo uma vaga entre os quatro melhores da Série Mundial de Rugby Sevens de 2018-19.
Elenco masculino
- Evento de equipe masculino – 1 equipe de 12 jogadores

| Pos | Equipe       | Pts | J | V | E | D | PP | PC | SP  | Classificado     |
| --- | ------------ | --- | - | - | - | - | -- | -- | --- | ---------------- |
| 1   | Fiji         | 9   | 3 | 3 | 0 | 0 | 85 | 40 | +45 | Quartas de final |
| 2   | Grã-Bretanha | 7   | 3 | 2 | 0 | 1 | 65 | 33 | +32 | Quartas de final |
| 3   | Canadá       | 5   | 3 | 1 | 0 | 2 | 50 | 64 | −14 | Quartas de final |
| 4   | Japão        | 3   | 3 | 0 | 0 | 3 | 31 | 94 | −63 |                  |

### Torneio Feminino
A Seleção Fijiana de Rugby Sevens Feminino qualificou para as Olimpíadas após vencer a medalha de ouro e garantir uma vaga direta no Campeonato da Oceania de Rugby Sevens de 2019 em Suva.
Elenco feminino
- Evento de equipe feminina – 1 equipe de 12 jogadoras

Feminino
| Pos | Equipe | Pts | J | V | E | D | PP | PC  | SP   | Classificado     |
| --- | ------ | --- | - | - | - | - | -- | --- | ---- | ---------------- |
| 1   | França | 9   | 3 | 3 | 0 | 0 | 83 | 10  | +73  | Quartas de final |
| 2   | Fiji   | 7   | 3 | 2 | 0 | 1 | 72 | 29  | +43  | Quartas de final |
| 3   | Canadá | 5   | 3 | 1 | 0 | 2 | 45 | 57  | −12  |                  |
| 4   | Brasil | 3   | 3 | 0 | 0 | 3 | 10 | 114 | −104 |                  |

| 29 de julho 9:00 |   |      |                           |
| França           | – | Fiji | Ajinomoto Stadium, Tóquio |
|                  |   |      | Ajinomoto Stadium, Tóquio |

| 29 de julho 16:30 |   |      |                           |
| Canadá            | – | Fiji | Ajinomoto Stadium, Tóquio |
|                   |   |      | Ajinomoto Stadium, Tóquio |

| 30 de julho 9:00 |              |        |                                                       |
| Fiji             | 41 – 5       | Brasil | Ajinomoto Stadium, Tóquio Árbitro: NZL Selica Winiata |
|                  | (Tokyo 2020) |        | Ajinomoto Stadium, Tóquio Árbitro: NZL Selica Winiata |

## Tênis de mesa
Fiji inscreveu uma atleta para a competição de tênis de mesa nos Jogos. Com o cancelamento do Torneio de Qualificação da Oceania de 2021, a atleta olímpica da Rio 2016 Sally Yee aceitou o convite para competir no individual feminino pela segunda vez, como a atleta da Oceania melhor ranqueada no ranking olímpico da ITTF de 1 de maio de 2021 e ainda buscando qualificação.
| Atleta    | Evento              | Preliminar           | Rodada 1             | Rodada 2             | Rodada 3             | Oitavas              | Quartas              | Semifinal            | Final                | Final |
| Atleta    | Evento              | Adversária resultado | Adversária resultado | Adversária resultado | Adversária resultado | Adversária resultado | Adversária resultado | Adversária resultado | Adversária resultado | Pos.  |
| --------- | ------------------- | -------------------- | -------------------- | -------------------- | -------------------- | -------------------- | -------------------- | -------------------- | -------------------- | ----- |
| Sally Yee | Individual feminino |                      |                      |                      |                      |                      |                      |                      |                      |       |

## Tiro com arco
Um atleta do Fiji conquistou vaga olímpica no recurvo individual masculino pela alocação de vagas da Oceania.  

ter"

| Atleta    | Evento     | Fase de Ranking | Fase de Ranking | Fase de 64           | Fase de 32           | Oitavas              | Quartas              | Semifinais           | Final                | Final |
| Atleta    | Evento     | Placar          | Pos.            | Adversário Resultado | Adversário Resultado | Adversário Resultado | Adversário Resultado | Adversário Resultado | Adversário Resultado | Pos.  |
| --------- | ---------- | --------------- | --------------- | -------------------- | -------------------- | -------------------- | -------------------- | -------------------- | -------------------- | ----- |
| Rob Elder | Individual |                 |                 |                      |                      |                      |                      |                      |                      |       |

## Vela
Velejadores de Fiji qualificaram um barco em cada uma das seguintes classes através do Campeonato Mundial da respectiva classe e das regatas continentais, marcando o retorno da nação no esporte após duas décadas.
| Atleta        | Evento                | Regata | Regata | Regata | Regata | Regata | Regata | Regata | Regata | Regata | Regata | Regata | Pontos | Posição |
| Atleta        | Evento                | 1      | 2      | 3      | 4      | 5      | 6      | 7      | 8      | 9      | 10     | M*     | Pontos | Posição |
| ------------- | --------------------- | ------ | ------ | ------ | ------ | ------ | ------ | ------ | ------ | ------ | ------ | ------ | ------ | ------- |
| Sophia Morgan | Laser Radial feminino |        |        |        |        |        |        |        |        |        |        |        |        |         |

M = Regata da medalha; EL = Eliminado – não avançou à regata da medalha